# Hugo Tillquist
Hugo Teodor Tillquist, född 1867 i Norrköping, död 1938, var en svensk grosshandlare. 1895 grundade han Hugo Tillquist elektrotekniska affär i Gamla Stan i Stockholm, sedermera Hugo Tillquist AB. Tillquist blev riddare av Vasaorden 1923.
Tillquist bidrog med finansiering av Baltzar von Platens och Carl Munters projekt som ledde till utvecklingen av det moderna kylskåpet.